# 大竹竹風
大竹 竹風（おおたけ ちくふう、1944年1月 - ）は、日本の将棋駒師。新潟県三条市在住。

## 来歴
東京都神田区（現・千代田区）神田出身。新潟県立三条実業高等学校商業科を卒業後、東京本郷の前沢碁盤店に勤める。

## 駒について
「竹風駒」は、プロ棋士のタイトル戦でも使われている。
竹風駒の木地は、伊豆七島の御蔵島の原生林で伐採された黄楊を4-5年寝かせて使用する。
木地は木目により「柾」（まさ）、「杢」（もく）に大別される、柾はさらに「赤柾」、「糸柾」等、杢は「虎斑」（とらふ）、「孔雀杢」、「根杢」（ねもく-模様が多岐にわたる）、等とさらに細かく分類される。光の加減により木目が美しく変化する「虎斑」や「孔雀杢」が蒐集家等に人気があるのに対し、長時間駒と向き合うプロ棋士は光による変化が「目に刺す」と嫌って柾を選ぶことが多かったが、竹風は「最近は虎斑を使うこともあります」と述べている。
竹風駒で人気がある書体は、菱湖（りょうこ）、錦旗（きんき）、水無瀬（みなせ）、昇龍、源兵衛清安等。木地の木目や注文者の好みに合わせて書体を選ぶ。竹風によると「竹風駒でこれが18番というものはなく、なんでも作製する」と述べている。
注文があれば、竹風はどの駒字にも応じる。竹風は「彫ってて好きなのは菱湖か錦旗ですか、みんないい字ですねえ」と述べている。
日本将棋連盟 将棋コラム 「棋士に人気の高い駒は、菱湖書。羽生がタイトル防衛をきめた最終局でも使われていた！」において初代竹風駒と二代目大竹竹風駒が紹介されている。
竹風駒は羽生善治が愛用していることで知られ、タイトル戦でも使用される。